# Good Hair
Good Hair é um documentário criado pelo comediante Chris Rock, que estreou nos Estados Unidos no dia 9 de outubro de 2009. O filme engloba vários aspectos da cultura do cabelo afro-americano. De acordo com Rock, a industria de cabelos faturou 9 bilhões de dólares com o tratamento de cabelos afro-americanos. O casting conta com várias pessoas famosas como Meagan Good, T-Pain,Raven-Symoné, Ice-T, Nia Long, KRS-One e grande elenco

## Controvérsia
Antes do lançamento do documentário, Regina Kimbell processou o ator e os produtores do filme alegando que estes plagiaram seu documentário chamado "My Nappy Roots", lançado em 2005. A denunciante afirmou que mostrou o filme a Rock durante a gravação do programa Everybody Hates Chris, estrelado pelo ator, a pedido de Doug Miller, produtor executivo de "Good Hair", sem saber que o intérprete tinha um acordo assinado com o canal de televisão HBO para contar a mesma história.

## Recepção
O filme teve 92% de aprovação no índice Rotten Tomatoes, baseado em 37 análises, atingindo uma nota de 7.2/10